# Cobitis meridionalis
Cobitis meridionalis ist ein nur im Prespasee und seinen Zuflüssen vorkommender Süßwasserfisch. Er ist eine Art der Gattung Cobitis innerhalb der Familie Steinbeißer und gilt als gefährdet.

## Merkmale
Cobitis meridionalis erreicht eine Länge von durchschnittlich 8 bis 10 Zentimeter und maximal 12 Zentimeter. Er besitzt ein charakteristisches Fleckenmuster das grau und oliv ist und sechs Bartfäden. Er besitzt unter jedem Auge einen gegabelten Dorn und sein Kopf ist seitlich abgeplattet. Die Männchen besitzen an der Basis des ersten (unverzweigten) und zweiten (verzweigten) Flossenstrahls der Brustflossen zwei kleine Knochenplättchen, die als Laminae circularis bezeichnet werden.

## Lebensweise
Dieser Fisch bewohnt Sand- oder Schlammböden im Prespasee, frisst dort primär am Boden lebende Wirbellose. Im April bis Mai laicht Cobitis meridionalis zwischen Steinen im fließenden Wasser.

## Gefährdung
Der Bestand dieser Fische ist klein und wird voraussichtlich stabil bleiben. Trotzdem wird diese Art von der IUCN als gefährdet eingestuft, aufgrund des kleinen Bestandes und des kleinen und eingeschränkten Lebensraums. Der Fisch wird weder kommerziell genutzt noch geangelt, trotzdem stellt der Mensch ein potenzielles Risiko dar. Durch Wasserverschmutzung der hiesigen Landwirtschaft und Haushalte ist der Fisch gefährdet. Das Einführen fremder Arten würde sich wahrscheinlich negativ auf den Bestand von Cobitis meridionalis auswirken und den ganzen See beeinflussen.